# Писемність фульфульде
Фулійська писемність або писемність фульфульде — сукупність різних видів писемності, що використовуються для запису фулійської мови (також відомої як фульфульде, фулар, пулар). Історично мова записувалась арабським письмом (аджамі), у наші дні використовуються, переважно, латинське письмо та адлам.

## Адлам
Адлам — абетка, що була розроблена для запису фулійської мови. Містить 28 букв: 5 букв для голосних звуків, і 23 букви – для приголосних. Кожній букві відповідає один звук, напрямок їх запису – справа наліво.

### Історія
Розроблена у 1990-их двома братами, підлітками Ібрагіма та Абдулає Баррі з краю Нзерекоре (Ґвінея). Метою було створення нової писеммності, що правильно б передавала всі звуки фулійської мови. Усі букви створювалися навмання: підлітки заплющували свої очі та малювали усілякі знаки. Переглянувши отримані рисунки, вони вибирали, які з них виглядали найкраще, та пов'язували їх з певними звуками.
Нова писемність отримала назву адлам (𞤀𞤣𞤤𞤢𞤥). Назва є скороченням від "Alkule Dandayɗe Leñol Mulugol" (𞤀𞤤𞤳𞤵𞤤𞤫 𞤁𞤢𞤲𞤣𞤢𞤴𞤯𞤫 𞤂𞤫𞤻𞤮𞤤 𞤃𞤵𞤤𞤵𞤺𞤮𞤤), що у перекладі означає "абетка, що вберігає народи від зникнення" (також відповідні букви подані на перших позиціях абетки).
У 2016 році адлам було додано до Unicode 9.0, а вже 2019 року вигляд усіх букв було переглянуто і у деяких випадках змінено задля кращого розуміння абетки та її осучаснення.

### Букви
| Адлам                                        | Адлам      | Відповідники в інших писемностях | Відповідники в інших писемностях | Назва | IPA   |
| велика буква                                 | мала буква | Латиниця                         | Арабиця                          | Назва | IPA   |
| -------------------------------------------- | ---------- | -------------------------------- | -------------------------------- | ----- | ----- |
| 𞤀                                            | 𞤢          | a                                | ا                                | а     | /a/   |
| 𞤁                                            | 𞤣          | d                                | د                                | да    | /d/   |
| 𞤂                                            | 𞤤          | l                                | ل                                | ла    | /l/   |
| 𞤃                                            | 𞤥          | m                                | م                                | ма    | /m/   |
| 𞤄                                            | 𞤦          | b                                | ب                                | ба    | /b/   |
| 𞤅                                            | 𞤧          | s                                | س                                | са    | /s/   |
| 𞤆                                            | 𞤨          | p                                |                                  | ра    | /p/   |
| 𞤇                                            | 𞤩          | ɓ / bh                           |                                  | бга   | /ɓ/   |
| 𞤈                                            | 𞤪          | r                                | ر                                | ра    | /r/ɾ/ |
| 𞤉                                            | 𞤫          | e                                |                                  | е     | /e/   |
| 𞤊                                            | 𞤬          | f                                | ف                                | фа    | /f/   |
| 𞤋                                            | 𞤭          | i                                |                                  | і     | /i/   |
| 𞤌                                            | 𞤮          | o                                |                                  | ьо    | /ɔ/   |
| 𞤍                                            | 𞤯          | ɗ / dh                           |                                  | дга   | /ɗ/   |
| 𞤎                                            | 𞤰          | ƴ / yh                           |                                  | йга   | /ʔʲ/  |
| 𞤏                                            | 𞤱          | w                                | و                                | уа    | /w/   |
| 𞤐                                            | 𞤲          | n                                | ن                                | на    | /n/   |
| 𞤑                                            | 𞤳          | k                                | ك                                | ка    | /k/   |
| 𞤒                                            | 𞤴          | y                                | ي                                | я     | /j/   |
| 𞤓                                            | 𞤵          | u                                |                                  | у     | /u/   |
| 𞤔                                            | 𞤶          | j                                | ج                                | джа   | /dʒ/  |
| 𞤕                                            | 𞤷          | c                                |                                  | ча    | /tʃ/  |
| 𞤖                                            | 𞤸          | h                                | ح                                | га    | /h/   |
| 𞤗                                            | 𞤹          | ɠ / q                            | ق                                | ґха   | /q/   |
| 𞤘                                            | 𞤺          | g                                |                                  | ґа    | /ɡ/   |
| 𞤙                                            | 𞤻          | ñ / ny                           |                                  | ґня   | /ɲ/   |
| 𞤚                                            | 𞤼          | t                                | ت                                | та    | /t/   |
| 𞤛                                            | 𞤽          | ŋ / nh                           |                                  | нга   | /ŋ/   |
| Додаткові букви (для інших мов і запозичень) |            |                                  |                                  |       |       |
| 𞤜                                            | 𞤾          | v                                |                                  | ва    | /v/   |
| 𞤝                                            | 𞤿          | x / kh                           | خ                                | ха    | /x/   |
| 𞤞                                            | 𞥀          | ɡb                               |                                  | ґбе   | /ɡ͡b/  |
| 𞤟                                            | 𞥁          | z                                | ز                                | зал   | /z/   |
| 𞤠                                            | 𞥂          | kp                               |                                  | кпо   | /k͡p/  |
| 𞤡                                            | 𞥃          | sh                               | ش                                | ша    | /ʃ/   |

### Надбуквенні знаки
У адламі використовується низка надбуквенних знаків (діакритиків), що використовуються для запису інших звуків, що не отримали окремої букви (переважно використовується для запису приголосних звуків, запозичених з арабської мови).
| Знак | Опис |
| ---- | --- |
| ◌𞥄    | подовження голосного звука "а" (може бути записаний над приголосним звуком, у такому випадку буква 𞤢 (a) не пишеться)                      |
| ◌𞥅    | подовження голосного звука (окрім звука "а", для нього використовується винятково знак вище)                                               |
| ◌𞥆    | подовження приголосного звука (ґемінація)                                                                                                  |
| ◌𞥇    | гортанна змичка, що відповідає арабському знаку (якщо змичка йде після приголосного звуку, то знак пишеться над наступним голосним звуком) |
| ◌𞥈    | фарингалізація приголосного звука |
| ◌𞥉    | подовження фарингалізації приголосного звука                                                                                               |
| ◌𞥊    | використовується для запису звуків, запозичених з арабської мови (може бути як знизу, так і зверху)                                        |
| 𞥋    | використовується між 𞤲 (n) та іншим приголосним звуком, якщо разом вони утворюють преназалізований голосний звук                           |

Приклад використання знака фарингалізації приголосного звука:
| Адлам | IPA  | Арабська буква |
| ----- | ---- | -------------- |
| 𞤧𞥈     | /sˁ/ | ص              |
| 𞤣𞥈     | /dˁ/ | ض              |
| 𞤼𞥈     | /tˁ/ | ط              |
| 𞤶𞥈     | /zˁ/ | ظ              |
| 𞤢𞥈     | /ʢ/  | ع              |
| 𞤺𞥈     | /ɣ/  | غ              |
| 𞤸𞥈     | /h/  | ه              |

Приклад використання цятки для запису приголосних звуків, запозичених з арабської мови:
| Адлам | IPA | Арабська буква |
| ----- | --- | -------------- |
| 𞤧𞥊     | /θ/ | ث              |
| 𞤶𞥊     | /z/ | ز              |

Приклад використання цятки для запису голосних звуків, запозичених з арабської мови:
| Адлам | IPA  | Використання надбуквенних знаків                                  |
| ----- | ---- | ----------------------------------------------------------------- |
| 𞤫𞥊     | /e/  | цятка над буквою                                                  |
| 𞤫𞥊𞥅     | /e:/ | цятка під буквою, додатково вжито знак подовження голосних звуків |
| 𞤮𞥊     | /o/  | цятка над буквою                                                  |
| 𞤮𞥊𞥅     | /o:/ | цятка під буквою, додатково вжито знак подовження голосних звуків |

### Числа
Адлам передбачає використання власних чисел, що, як і букви, записуються справа наліво.
| Адлам | Арабські числа |
| ----- | -------------- |
| 𞥐     | 0              |
| 𞥑     | 1              |
| 𞥒     | 2              |
| 𞥓     | 3              |
| 𞥔     | 4              |
| 𞥕     | 5              |
| 𞥖     | 6              |
| 𞥗     | 7              |
| 𞥘     | 8              |
| 𞥙     | 9              |

### Розділові знаки
Деякі розділові знаки вказуються як в іспанській мові: з обох боків слова. Вигляд заключних знаків узято з арабської писемності. Вигляд початкових знаків було змінено 2019 року у намаганнях Unicode стандартизувати вигляд усіх знаків блоку.
| Адлам | Латиниця |
| ----- | -------- |
| .     | .        |
| ⹁     | ,        |
| :     | :        |
| ⁏     | ;        |
| 𞥟 … ؟ | ¿ … ?    |
| ! … 𞥞 | ¡ … !    |

## Латинське письмо
Латиниця є найпоширенішим видом запису фулійської мови. Оскільки мова поширена у багатьох державах Західної Африки (Ніґер, Ніґерія, Камерун, Ґвінея, Сенеґал, Малі тощо), склад абеток, що використовуються для запису мови у цих країнах, відрізняється.

### Ґвінея
У Ґвінеї з 1989 використовується абетка з гачкуватими буквами, що використовуються у багатьох мовах Африки.
| A a | B b | Ɓ ɓ | Nb nb | D d | Ɗ ɗ | Nd nd | E e | F f | G g | Ɠ ɠ | Ng ng | H h | I i | J j | Nj nj |
| --- | --- | --- | ----- | --- | --- | ----- | --- | --- | --- | --- | ----- | --- | --- | --- | ----- |

| K k | L l | M m | N n | Ɲ ɲ | Ŋ ŋ | O o | P p | R r | S s | T t | C c | U u | W w | Y y | Ƴ ƴ |
| --- | --- | --- | --- | --- | --- | --- | --- | --- | --- | --- | --- | --- | --- | --- | --- |

До 1989 року для запису мови використовувалася єдина абетка, що була спільною для усіх мов Ґвінеї. Вона не мала гачкуватих букв, натомість використовувалися буквенні сполуки (диграфи та триграфи).
| A a | B b | Bh bh | Mb mb | D d | Dh dh | Nd nd | E e | F f | G g | Gh gh | Ng ng | H h | I i | Dy dy | Ndy ndy |
| --- | --- | ----- | ----- | --- | ----- | ----- | --- | --- | --- | ----- | ----- | --- | --- | ----- | ------- |

| K k | L l | M m | N n | Ny ny | Nh nh | O o | P p | R r | S s | T t | Ty ty | U u | W w | Y y | Yh yh |
| --- | --- | --- | --- | ----- | ----- | --- | --- | --- | --- | --- | ----- | --- | --- | --- | ----- |

### Малі та Буркіна-Фасо
У Малі та Буркіна-Фасо використовується абетка, схожа на ту, що використовується у Ґвінеї. Довгі голосні на письмі передаються подвоєнням букв для голосних, тоді як подвоєння приголосних позначається подвоєнням букв для приголосних.
| ʼ   | A a | B b | Ɓ ɓ | C c  | D d | Ɗ ɗ | E e | F f | G g | H h | I i | J j  | K k | L l | M m | Mb mb |
| --- | --- | --- | --- | ---- | --- | --- | --- | --- | --- | --- | --- | ---- | --- | --- | --- | ----- |
| /ʔ/ | /a/ | /b/ | /ɓ/ | /t͡ʃ/ | /d/ | /ɗ/ | /e/ | /f/ | /g/ | /h/ | /i/ | /d͡ʒ/ | /k/ | /l/ | /m/ | /mb/  |

| N n | Nd nd | Ng ng | Nj nj | Ɲ ɲ | Ŋ ŋ | O o | P p | R r | S s | T t | U u | W w | Y y | Ƴ ƴ  |
| --- | ----- | ----- | ----- | --- | --- | --- | --- | --- | --- | --- | --- | --- | --- | ---- |
| /n/ | /nd/  | /ng/  | /nd͡ʒ/ | /ɲ/ | /ŋ/ | /o/ | /p/ | /r/ | /s/ | /t/ | /u/ | /w/ | /j/ | /ʔj/ |

Раніше була у вжитку абетка, де один звук (ɲ) позначався не буквою, а буквенною сполукою.
| ʼ   | A a | B b | Ɓ ɓ | C c  | D d | Ɗ ɗ | E e | F f | G g | H h | I i | J j  | K k | L l | M m | Mb mb |
| --- | --- | --- | --- | ---- | --- | --- | --- | --- | --- | --- | --- | ---- | --- | --- | --- | ----- |
| /ʔ/ | /a/ | /b/ | /ɓ/ | /t͡ʃ/ | /d/ | /ɗ/ | /e/ | /f/ | /g/ | /h/ | /i/ | /d͡ʒ/ | /k/ | /l/ | /m/ | /mb/  |

| N n | Nd nd | Ng ng | Nj nj | Ny ny | Ŋ ŋ | O o | P p | R r | S s | T t | U u | W w | Y y | Ƴ ƴ  |
| --- | ----- | ----- | ----- | ----- | --- | --- | --- | --- | --- | --- | --- | --- | --- | ---- |
| /n/ | /nd/  | /ng/  | /nd͡ʒ/ | /ɲ/   | /ŋ/ | /o/ | /p/ | /r/ | /s/ | /t/ | /u/ | /w/ | /j/ | /ʔj/ |

### Ґамбія, Мавританія та Сенеґал
У Ґамбії використовується єдина абетка, спільна для усіх країн. У ній довгі голосні звуки на письмі передаються подвоєнням букв для відповідних голосних звуків.
| ʼ   | A a | B b | Ɓ ɓ | C c  | D d | Ɗ ɗ | E e | F f | G g | H h | I i | J j  | K k | L l | M m | Mb mb |
| --- | --- | --- | --- | ---- | --- | --- | --- | --- | --- | --- | --- | ---- | --- | --- | --- | ----- |
| /ʔ/ | /a/ | /b/ | /ɓ/ | /t͡ʃ/ | /d/ | /ɗ/ | /e/ | /f/ | /g/ | /h/ | /i/ | /d͡ʒ/ | /k/ | /l/ | /m/ | /mb/  |

| N n | Nd nd | Nj nj | Ŋ ŋ | Ŋg ŋg | Ñ ñ | O o | P p | Q q | R r | S s | T t | U u | W w | Y y | Ƴ ƴ  |
| --- | ----- | ----- | --- | ----- | --- | --- | --- | --- | --- | --- | --- | --- | --- | --- | ---- |
| /n/ | /nd/  | /nd͡ʒ/ | /ŋ/ | /ŋg/  | /ɲ/ | /ɔ/ | /p/ | /q/ | /ɾ/ | /s/ | /t/ | /ʊ/ | /w/ | /j/ | /ʔj/ |

### Бенін
У Беніні використовується змінена англійська абетка: у ній відсутні букви G, Q, V, X і Z, натомість наявна буква Ŋ. Окремою буквою вважається буквенна сполука Ny.
| A a | E e | I i | O o | U u | B b | C c | D d | F f | H h | J j | K k |
| --- | --- | --- | --- | --- | --- | --- | --- | --- | --- | --- | --- |

| L l | M m | N n | Ŋ ŋ | P p | R r | S s | T t | W w | Y y | Ny ny |
| --- | --- | --- | --- | --- | --- | --- | --- | --- | --- | ----- |

### Камерун і Ніґер
Стандартизований варіант абетки, що набув найбільшого поширення в Африці та інших частинах світу. Офіційно ця абетка використовується у Камеруні та Ніґері.
| A a | Aa aa | B b | Mb mb | Ɓ ɓ | C c   | D d | Nd nd | Ɗ ɗ | E e | Ee ee | F f | G g | Ng ng | H h | I i | Ii ii | J j | Nj nj |
| --- | ----- | --- | ----- | --- | ----- | --- | ----- | --- | --- | ----- | --- | --- | ----- | --- | --- | ----- | --- | ----- |
| /a/ | /a:/  | /b/ | /ᵐb/  | /ɓ/ | /tʃ/  | /d/ | /ⁿd/  | /ɗ/ | /e/ | /e:/  | /f/ | /ɡ/ | /ᵑɡ/  | /h/ | /i/ | /i:/  | /ʤ/ | /ⁿʤ/  |
| K k | L l   | M m | N n   | Ŋ ŋ | Ny ny | O o | Oo oo | P p | R r | S s   | T t | U u | Uu uu | W w | Y y | Ƴ ƴ   | ʼ   | ʼ     |
| /k/ | /l/   | /m/ | /n/   | /ŋ/ | /ɲ/   | /o/ | /o:/  | /p/ | /ɾ/ | /s/   | /t/ | /u/ | /u:/  | /w/ | /j/ | /ʄ/   | /ʔ/ | /ʔ/   |

## Аджамі
Аджамі — окремий підвид арабського письма, що використовується для запису фулійської мови. Аджамі використовувалося ще до приходу європейських поселенців, але його використання скорочується. Аджамі використовується в Ніґерії, Камеруні та Сенеґалі.

### Камерун і Нігерія
Букви ٻ [ɓ], ۑ [ʄ], ‎ݝ‎ [ŋ], ‎ݧ‎ [ɲ], ڤ‎‎ [p] використовуються лише у Ніґерії. Для запозичень з арабської мови можуть використовуватись також і інші букви.
| Арабське           | МФА  |
| ------------------ | ---- |
| َ◌                  | [a]  |
| ا َ◌                | [aː] |
| ب‎                  | [b]  |
| مب‎                 | [ᵐb] |
| ࢡ‎ інші варіанти: ٻ‎ | [ɓ]  |
| ش‎ інші варіанти: ث‎ | [ʧ]  |
| د‎                  | [d]  |
| ند‎                 | [ⁿd] |
| ط‎                  | [ɗ]  |
| ٜ◌                  | [e]  |
| ىٰ ٜ◌                | [eː] |
| ڢ‎                  | [f]  |
| غ‎                  | [ɡ]  |

| Арабське            | МФА  |
| ------------------- | ---- |
| نغ‎‎                  | [ᵑɡ] |
| ح‎                   | [h]  |
| ِ◌                   | [i]  |
| ي ِ◌                 | [iː] |
| ج‎                   | [ʤ]  |
| نج‎‎                  | [ⁿʤ] |
| ک‎                   | [k]  |
| ل‎                   | [l]  |
| م‎                   | [m]  |
| ن‎                   | [n]  |
| نغ‎ інші варіанти: ‎ݝ‎‎ | [ŋ]  |
| ࢩ‎‎ інші варіанти: ‎ݧ‎‎  | [ɲ]  |

| Арабське           | МФА  |
| ------------------ | ---- |
| ٛ◌                  | [o]  |
| و ٛ◌                | [oː] |
| ݠ‎ інші варіанти: ڤ‎‎‎ | [p]  |
| ر‎                  | [ɾ]  |
| رّ‎                  | [r]  |
| س‎                  | [s]  |
| ت‎                  | [t]  |
| ُ◌                  | [u]  |
| و ُ◌                | [uː] |
| و‎                  | [w]  |
| ي‎                  | [j]  |
| ࢨ‎ інші варіанти: ۑ‎‎ | [ʄ]  |
| ع‎‎                  | [ʔ]  |

### Сенеґал
Буква ا використовується для передачі голосних звуків на початку слова як носій залежних знаків для голосних.
| Арабське       | МФА |
| -------------- | --- |
| َ◌              | [a] |
| ِ◌              | [i] |
| ࣷ◌ (зображення) | [ɔ] |
| ُ◌              | [ʊ] |
| ࣹ◌ (зображення) | [e] |
| ب‎              | [b] |
| پ‎              | [p] |
| ࢠ‎              | [ɓ] |

| Арабське | МФА  |
| -------- | ---- |
| ت‎        | [t]  |
| ݖ‎        | [ʧ]  |
| ج‎        | [ʤ]  |
| ڃ‎        | [ʔj] |
| د‎        | [d]  |
| ر‎        | [ɾ]  |
| س‎        | [s]  |
| ط‎        | [ɗ]  |
| ‎ݝ‎‎        | [ŋ]  |
| ف‎        | [f]  |

| Арабське | МФА |
| -------- | --- |
| ق‎        | [q] |
| ک‎        | [k] |
| گ‎        | [ɡ] |
| ل‎        | [l] |
| م‎        | [m] |
| ن‎        | [n] |
| ݧ‎‎        | [ɲ] |
| ‎ه‎        | [h] |
| و‎        | [w] |
| ي‎        | [j] |

### ISESCO
Ця абетка була розроблена Ісламською організацією з питань освіти, науки і культури (إيسيسکٯ‎) як стандартизований варіант писемності на основі арабського письма. Буква  (ɗ) ще не внесена в Unicode, але вона є у документації та може бути додана у майбутньому.
| Арабське       | МФА |
| -------------- | --- |
| َ◌              | [a] |
| ِ◌              | [i] |
| ٝ◌              | [o] |
| ُ◌              | [u] |
| ࣹ◌ (зображення) | [e] |
| أ‎              |     |
| ب‎              | [b] |
| پ‎              | [p] |
| ࢠ‎              | [ɓ] |

| Арабське | МФА |
| -------- | --- |
| ت‎        | [t] |
| چ‎        | [ʧ] |
| ج‎        | [ʤ] |
| ڃ‎        | [ʄ] |
| د‎        | [d] |
| ر‎        | [r] |
| س‎        | [s] |
| Буква ɗ  | [ɗ] |
| ف‎        | [f] |
| ش‎        | [ʃ] |

| Арабське | МФА |
| -------- | --- |
| ك‎        | [k] |
| گ‎        | [ɡ] |
| ل‎        | [l] |
| م‎        | [m] |
| ن‎        | [n] |
| ݧ‎‎        | [ɲ] |
| ‎ھ‎        | [h] |
| و‎        | [w] |
| ي‎        | [j] |

| Арабське | МФА  |
| -------- | ---- |
| نْگ‎       | [ng] |
| نْد‎       | [nd] |
| مْب‎       | [mb] |
| مْپ‎       | [mp] |
| مْࢠ‎       | [mɓ] |